# Burg Montaner
Die Burg Montaner ist eine mittelalterliche Burgruine in der französischen Gemeinde Montaner im Département Pyrénées-Atlantiques in der Region Nouvelle-Aquitaine.

## Lage
Die im 14. Jahrhundert errichtete Spornburg befindet sich auf einer Anhöhe am Zusammenfluss des Lys darré und des Lys daban unweit des Zentrums der Gemeinde Montaner im Béarn. Der Höhenunterschied zwischen der Hügelkuppe und der auf drei Seiten umgebenden Täler beträgt rund 90 m.

## Geschichte
Gaston Fébus (1331–1391), Graf von Foix und Vicomte von Béarn, wollte einerseits eine bewaffnete Neutralität gegenüber den im Hundertjährigen Krieg involvierten Parteien, dem Königreich England und der französischen Krone, demonstrieren. Andererseits hatte er Pläne eines zusammenhängenden Territoriums zwischen seinen beiden Hauptstädten Orthez und Foix, die sein Rivale, der Graf von Armagnac verhindern wollte. Von der Burg Montaner war Gaston Fébus jederzeit in der Lage, in das seit dem Frieden von Brétigny im englischen Besitz befindliche Bigorre einzufallen, andererseits aufgrund der geografischen Lage das Tal des Flusses Adour zu bewachen und einen allfälligen Einfallsweg vor gegnerischen Truppen abzuriegeln. Der 3. August 1374 markierte den Beginn der Arbeiten an der neuen Burg bei Montaner. Die alte Burg wurde abgerissen und neu errichtet, der Bergfried aufgestockt. Am 25. Dezember 1375 waren die Arbeiten im vollen Gange. Spezialisten aus Foix, Pierre Terrée und Blaise Audoin, Sicard de Lordat, der für die militärischen Anlage zuständig war und der Zimmermannmeister Pierre Doat, hatten Öfen zur Herstellung von 100.000 Ziegelsteinen pro Jahr als Baumaterial eingerichtet. Im Dezember 1379 betrachtete Gaston Fébus seine neue Festung als einsatzbereit, obwohl die Arbeiten noch bis in das folgende Jahr weitergingen. Zu einem militärischen Schauplatz sollte sie allerdings nicht werden.
Zwischen 1379 und 1380 wurde das Bigorre bereits Teil des Territoriums Béarn-Foix, nachdem sich die englischen Truppen zurückgezogen hatten. 1425 wurde das Bigorre offiziell Teil der Grafschaft Foix. Die Rivalität zwischen Béarn-Foix und Armagnac wurde durch eine Heirat beigelegt. Am Ende des 15. Jahrhunderts ging Foix-Béarn-Bigorre im Königreich Navarra auf. Montaner hatte in seine Roller als Grenzfestung zunächst ausgedient. Hinzu kam der technische Fortschritt, der dazu führte, dass mittelalterliche Festungen gegen den Einsatz von Kanonen hoffnungslos unterlegen waren. Dennoch rückte die Burg ein Jahrhundert später wieder in das Interesse der Regierenden im Béarn. Jeanne d’Albret (1528–1572), Königin von Navarra, führte in ihrem Land die Reformation ein und die Burg Montaner diente als Wachtposten gegen eine königlich katholische Armee, die gegebenenfalls über das Tal des Adour einfallen konnte. Aus diesem Grund wurden ab 1564 Ausbesserungen vorgenommen, die sich bis zum Beginn des Jahres 1569 hinzogen. Der Dritte Hugenottenkrieg ging nicht spurlos am Béarn vorbei, die Burg Montaner blieb allerdings von Kampfhandlungen verschont. Jeanne d’Albrets Sohn, Heinrich IV. (1553–1610), wurde 1589 französischer König, die reformierte Kirche blieb indes die Konfession im Béarn. Sein Sohn und Nachfolger auf dem französischen Thron, Louis XIII. (1601–1643), hatte andere Pläne. 1620 ging er nach Pau, der Hauptstadt des Béarn, um das Béarn in die französische Krone einzugliedern und gleichzeitig die katholische Religion im ganzen Land wieder zu etablieren. Einige protestantische Adelige versuchten einen Aufstand und glaubten, sich in mittelalterlichen Burgen wie der in Montaner verschanzen zu können. Der Herzog von Épernon wurde beauftragt, den Aufstand niederzuschlagen. Seine Truppen fielen in Montaner ein, erstürmten die Burg, steckten die Gebäude der Burg in Brand und machten sie dem Erdboden gleich.
1627 wurde die Burg der Familie von Montesquiou-d’Artagnan übertragen, die 1641 vom König die Erlaubnis erhielt, die Burgmauern abzureißen und die Gräben zuzuschütten. Aber das Parlament von Navarra stemmte sich mit Macht gegen das Vorhaben und siegte in dem Streit, indem es im Erdgeschoss des Bergfrieds ein Gefängnis einrichten ließ. Die Familie behielt die Burg bis 1787, die 1806 in die Hände eine gewissen Herrn Duplessy gelangte, dessen Ziel es war, das Bauwerk als Steinbruch zu nutzen und die Ziegelsteine als Baustoff zu verkaufen. Er fing rasch mit den Teilen an, die am leichtesten niederzureißen waren, Brüstungen und Zinnen. Die Bewohner von Montaner protestierten gegen den Abriss, die Präfektur des Départements schaltete sich ein. Es begann ein langwieriger juristischer Prozess, der 1840 dazu führte, dass der Bergfried als Monument historique eingestuft wurde und 1854 damit endete, dass der Départementrat die Ruine kaufte. Es handelte sich in der Zwischenzeit um eine Burgruine, weil Duplessy während der Verhandlungen sein zerstörerisches Werk fortgesetzt hatte. Der neue Eigentümer wollte nun das ehemalige Gefängnis im Erdgeschoss des Bergfrieds in einen Saal des Friedensgerichts umwandeln und eine Treppe in die erste Etage bauen, um dort Räume des Rathauses einzurichten. Die Arbeiten wurden 1856 aufgenommen, aber nie vollendet. Der Bergfried erfuhr in der Folge verschiedene Rettungsaktionen. Zwischen 1926 und 1931 wurde die Treppe instand gesetzt, 1938 wurde das neue Dach fertiggestellt. Der Rest der Burganlage verfiel indes nach und nach, der Innenhof wurde als Weide genutzt, die Vegetation nahm alles außer dem Bergfried in Besitz. Mit der Gründung des Vereins Pierre et Vestiges 1968 konnte der weitere Verfall schließlich aufgehalten werden. Die erste Aufgabe des Vereins war die Rettung der Partien, die noch nicht klassifiziert waren. Mithilfe von jungen Freiwilligen wurden ab 1972 der Innenhof und die Brunnen vom Schutt befreit, die Gräben gereinigt. Ein Brennofen zur Herstellung von 6.000 Ziegelsteinen wurde in der Nähe in Betrieb genommen. Die gesamte Stätte wurde als Folge der ersten erfolgreichen Restaurierungen als Monument historique eingestuft, was den Départementrat und das Kultusministerium veranlasste, eine größere Summe bereitzustellen, um den Bergfried zu restaurieren.

## Heutige Nutzung
Die Ringmauer der Burg und das Erdgeschoss des Bergfrieds stehen zur freien Besichtigung zur Verfügung. Die Spitze des Bergfrieds kann über eine Führung bestiegen werden. Während der Sommermonate finden verschiedene Veranstaltungen statt, um den Besuchern das Leben im Mittelalter zu veranschaulichen, wie z. B. Einführung in die Töpferei oder mittelalterliche Kalligrafie, Demonstrationen mittelalterlichen Handwerks, Vorführungen von Kämpfen, Einführung in die Archäologie, Einführung in das Bogenschießen. Die Burg ist von April bis Oktober für Besucher geöffnet.

## Beschreibung

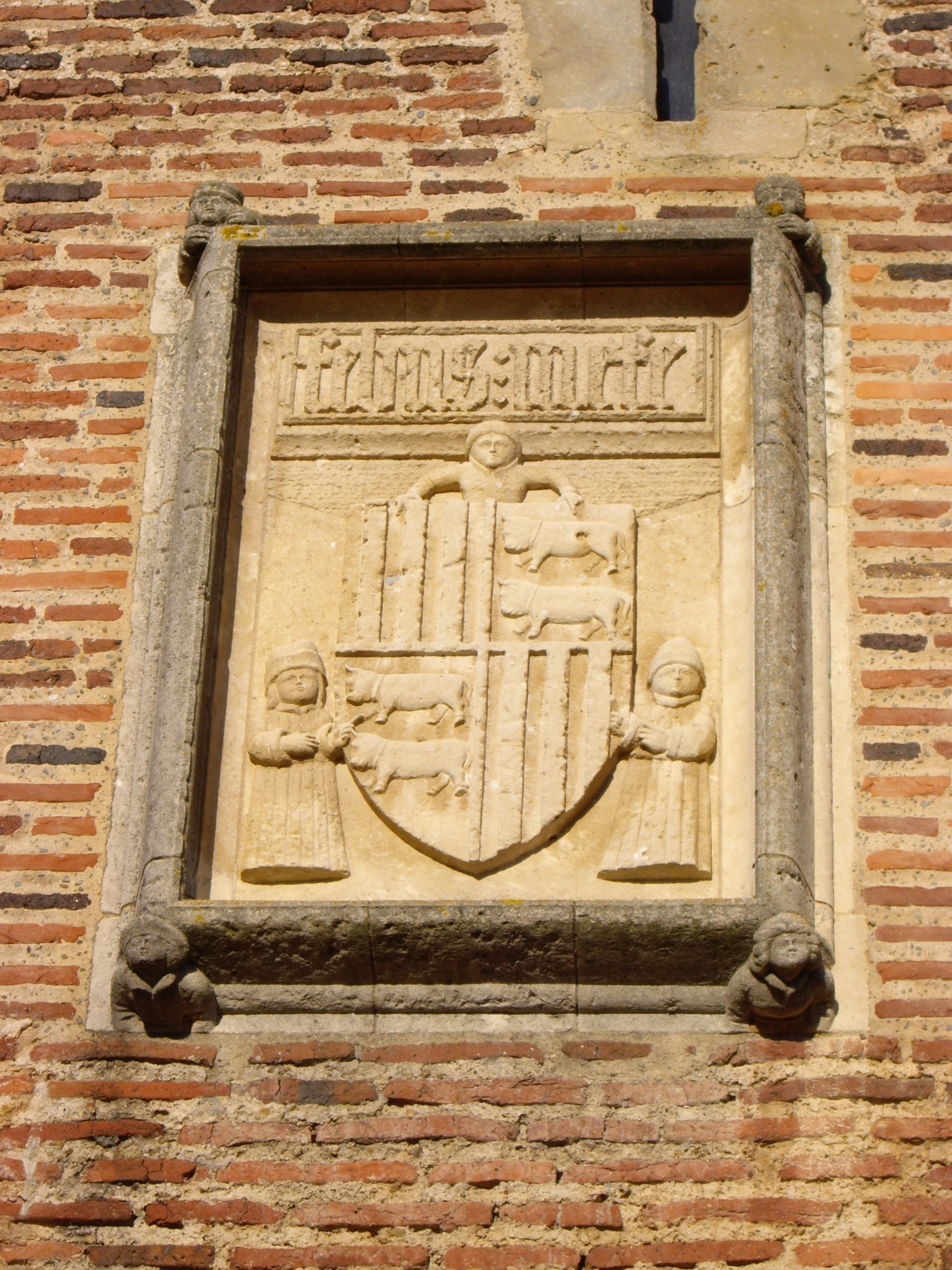
Wappen am Bergfried

Die Burg besteht aus einem viereckigen Bergfried und einer Ringmauer mit 20 Mauerflächen, die von Strebewerken verstärkt werden. Reste von Wehrerkern lassen sich noch erkennen. Der Mauerring hat einen Umfang von 68 Metern und umschließt einen Innenraum von 5.000 m², in dem in früherer Zeit diverse Gebäude inklusive eines Brunnens und einer Windmühle standen. Von diesen Gebäuden sind nur noch Fundamente zu sehen. Der Zugang erfolgt heute über eine Maueröffnung neben dem früheren Haupteingang. Der Bergfried erreicht noch eine Höhe von 40 Metern. Er besitzt fünf Etagen, wovon vier durch Zwillingsfenster beleuchtet werden. In Höhe der untersten Ebene erinnert eine kreuzförmige Schießscharte an die Verteidigungsfunktion des Bauwerks. Darunter ist eine gemeißelte Tafel mit einem Wappenschild zu erkennen. Das Wappen ist in vier Felder eingeteilt und repräsentiert Foix-Béarn, zu identifizieren an den Kühen für das Béarn in den Feldern rechts oben und links unten und den senkrechten Balken für die Grafschaft Foix in den beiden anderen Feldern. Oberhalb ist ein Wahlspruch in okzitanischer Sprache angebracht, der Febus me fe (deutsch Febus hat mich geschaffen) lautet. Der Spruch lässt sich auf zweierlei Art interpretieren, „Fébus hat die Burg errichten lassen“ oder „Fébus hat die beiden Territorien vereinigt“. Das Original ist sehr beschädigt und wurde 1979 durch eine Kopie ersetzt. Es ist im Inneren des Bergfrieds auf der ersten Etage rechts neben dem Kamin zu besichtigen. Unterhalb des Wappenschilds befindet sich der Eingang zum Turm. Der erste Raum nach dem Betreten ist mit einem Tonnengewölbe ausgestattet, das die oberen Ebenen trägt. Von hier aus lässt sich ein Weg über die Rundmauer beginnen. Die gesamte Burg ist seit dem 18. März 1980 als Monument historique klassifiziert.

## Filmkulisse
Die Burg Montaner diente unter anderem als Kulisse für den Film Le Monde vivant, gedreht 2003 unter der Regie von Eugène Green.